# Los tres berretines
Los tres berretines es la segunda película de cine sonoro argentino, estrenada apenas una semana después de la primera, ¡Tango! Realizada por Lumiton, fue dirigida por Enrique Telémaco Susini y protagonizada por Luis Arata, Luis Sandrini y Luisa Vehil. Fue estrenada el 19 de mayo de 1933 en la sala Astor de Buenos Aires. En el elenco participan importantes músicos de tango, como Aníbal Troilo y Osvaldo Fresedo.

## Circunstancias
Los tres berretines se estrenó inicialmente como obra de teatro; la gran diferencia argumental es que, mientras en la obra de teatro los tres berretines eran el tango, el fútbol y la radio, en la película el último berretín (la radio) es reemplazado por el cine.
Fue la segunda película sonora del cine argentino (luego de ¡Tango!, estrenada una semana antes) y la primera en tener un guion y relatar una historia. Los Estudios Lumiton, que habían construido nuevas y modernas instalaciones especialmente diseñadas para producir filmes y dotadas de los últimos adelantos técnicos, trajeron de Europa para hacerse cargo de la fotografía, a John Alton, quien realizó un aporte muy importante en la primera película del nuevo estudio, Los tres berretines, filme en cuyos créditos no figura el nombre de su director Enrique Telémaco Susini ni del guionista ni del personal técnico sino la leyenda “Versión cinematográfica, fotografía, sonido y laboratorio, Lumiton”. Por su notable actuación en esta película Luis Sandrini fue la primera estrella del cine local.

## Argumento
La película se denomina Los tres berretines, porque está referida a los principales "berretines" (pasatiempos o aficiones) de los porteños: el fútbol, el tango y el cine. Es la historia de una familia de clase media de Buenos Aires, que vive de una ferretería, en la que el padre se queja porque todos tienen un berretín que los lleva a desatender el negocio familiar. Finalmente es el propio padre quien termina siendo ganado por los tres berretines.

## Reparto
- Luis Arata ... Manuel Sequeira
- Luis Sandrini ... Eusebio
- Luisa Vehil ... Susana
- Florindo Ferrario ... Eduardo
- Benita Puértolas ... Carmen
- Héctor Quintanilla ... abuelo
- Malena Bravo
- Dolores Dardés ... abuela
- Miguel Ángel Lauri ... Lorenzo
- Luis Díaz ... cantor
- Dora del Grande
- Mario Danesi
- Homero Cárpena
- Mario Mario
- Trío Foccile-Marafiotti
- Aníbal Troilo
- Miguel Leme
- Osvaldo Fresedo

El conjunto anunciado como Trío Foccile-Marafiotti estaba compuesto para la ocasión por José María Rizutti en el piano, Vicente Tagliacozzo en el violín y Aníbal Troilo en bandoneón.